# Elecciones provinciales de Catamarca de 1987
Las elecciones generales de la provincia de Catamarca de 1987 tuvieron lugar el domingo 6 de septiembre de 1987, al mismo tiempo que las elecciones legislativas a nivel nacional. Se realizaron con el objetivo de renovar los cargos de Gobernador y Vicegobernador, así como 18 de las 35 bancas de la Cámara de Diputados y 8 de los 16 escaños del Senado Provincial, conformando los poderes ejecutivo y legislativo para el período 1987-1991. Fueron las segundas elecciones para gobernador desde la recuperación de la democracia, así como las decimosextas desde la instauración del voto secreto en el país.
Vicente Saadi, padre del gobernador saliente Ramón Saadi, ambos del Partido Justicialista (PJ), obtuvo una amplia victoria con el 54.16% de los votos contra el 41.36% de Genaro Collantes, candidato de la Unión Cívica Radical (UCR) y apoyado por una alianza entre la UCR y los partidos Movimiento Popular Catamarqueño (MPC) y La Voz del Pueblo (LVP). Los otros ocho candidatos a gobernador no superaron el 1.05% de los votos. En el plano legislativo, la legislatura continuó siendo puramente bipartidista. La UCR había logrado la mayoría en las elecciones de medio término de 1985, pero la perdió en estos comicios ante un PJ recuperado, que obtuvo además la victoria en las elecciones nacionales. En la Cámara de Diputados, el PJ obtuvo 11 bancas contra 7 de la coalición radical, y en el Senado Provincial, hubo 7 senadores justicialistas contra 1 radical, dando como resultado que la Cámara de Diputados tuviera una representación de 18 diputados contra 17 del radicalismo, y 12 senadores del PJ contra 4 de la UCR. La participación fue del 85.46% del electorado registrado.
Los cargos electos asumieron el 10 de diciembre de 1987. Saadi no completó el mandato constitucional ya que murió repentinamente el 10 de julio de 1988. Fue sucedido por el vicegobernador Dr. Oscar Garbe, y luego por su hijo, Ramón Saadi, quien sería electo en comicios gubernativos adelantados el año entrante.

## Resultados

### Gobernador y Vicegobernador
|  | 54.16 % |

|  | 41.36 % |

|  | 1.04 % |

|  | 1.02 % |

|  | 0.79 % |

|  | 0.60 % |

|  | 0.31 % |

|  | 0.24 % |

|  | 0.24 % |

|  | 0.24 % |

|  | 98.75 % |

|  | 1.08 % |

|  | 0.17 % |

|  | 0.00 % |

|  | 100.00 % |

|  | 85.46 % |

### Cámara de Diputados
|  | 53.98 % |

|  | 41.00 % |

|  | 1.58 % |

|  | 1.15 % |

|  | 0.87 % |

|  | 0.65 % |

|  | 0.26 % |

|  | 0.25 % |

|  | 0.25 % |

|  | 96.11 % |

|  | 2.09 % |

|  | 1.81 % |

|  | 0.02 % |

|  | 100.00 % |

|  | 85.46 % |

### Cámara de Senadores
|                       | Partido Justicialista                                                                                       | 40.588  | 52,70 | 7/8 |
|                       | Unión Cívica Radical – MPC – La Voz del Pueblo                                                              | 31.609  | 41,04 | 1/8 |
|                       | Frente Renovador – PDC – Partido Intransigente                                                              | 1.726   | 2,24  |     |
|                       | Partido Movilización                                                                                        | 1.239   | 1,61  |     |
|                       | Unión del Centro Democrático – Demócrata                                                                    | 874     | 1,13  |     |
|                       | Movimiento de Integración y Desarrollo                                                                      | 250     | 0,32  |     |
|                       | Movimiento al Socialismo                                                                                    | 223     | 0,29  |     |
|                       | Movimiento Patriótico de Liberación                                                                         | 189     | 0,25  |     |
|                       | Unidad Socialista Ver partidos de la alianza: - Partido Socialista Popular - Partido Socialista Democrático | 165     | 0,21  |     |
|                       | Frente Amplio de Liberación (FRAL)                                                                          | 161     | 0,21  |     |
| Votos positivos       | Votos positivos                                                                                             | 77.024  | 97,73 |     |
| Votos en blanco       | Votos en blanco                                                                                             | 1.617   | 2,05  |     |
| Votos nulos           | Votos nulos                                                                                                 | 169     | 0,21  |     |
| Participación         | Participación                                                                                               | 78.810  | 53,84 |     |
| Electores registrados | Electores registrados                                                                                       | 146.372 | 100   |     |
| Fuente:               | |         |       |     |

## Enlaces exterior
- Atlas Electoral de Andy Tow - Gobernador de Catamarca, 1987 (enlace roto disponible en Internet Archive; véase el historial, la primera versión y la última).
- Atlas Electoral de Andy Tow - Cámara de Diputados de Catamarca, 1987 (enlace roto disponible en Internet Archive; véase el historial, la primera versión y la última).
- Atlas Electoral de Andy Tow - Cámara de Senadores de Catamarca, 1987 (enlace roto disponible en Internet Archive; véase el historial, la primera versión y la última).

- Datos: Q85868420